# Statul Kordofan de Nord
Statul (vilaietul) Kordofan de Nord este una dintre cele 17 unități administrativ-teritoriale de gradul I ale Sudanului. Reședința sa este orașul El-Obeid.